# Cynoscion jamaicensis
Cynoscion jamaicensis is een straalvinnige vissensoort uit de familie van ombervissen (Sciaenidae). De wetenschappelijke naam van de soort is voor het eerst geldig gepubliceerd in 1883 door Vaillant & Bocourt.
De vis wordt in zeer grote aantallen in de kustwateren van Suriname aangetroffen.